# Флорбол
Флорбо́л (англ. floorball, от англ. floor — пол и англ. ball — мяч) или хоккей в зале — командный вид спорта из семейства разновидностей хоккея с мячом. Играется в закрытых помещениях на твёрдом ровном полу пластиковым мячом, удары по которому наносятся специальной клюшкой. Цель игры: забить мяч в ворота соперника.

## История
Игры, аналогичные по своему смыслу флорболу, были известны во многих местах земного шара. Современный флорбол, однако, по всей видимости, начал зарождаться в 1958 году, когда в американском Лейквилле (штат Миннесота) начали выпускать пластиковые клюшки под брендом Cosom. В течение следующих лет Cosom-хоккей завоевал заметную популярность в США и Канаде, но в основном среди детей и подростков.
В это же время клюшки Cosom попадают в Швецию, где получают огромную популярность, особенно в университетах, школах и детских спортивных клубах. В это время игра была известна под разными названиями: пластиковый бенди, софт-бенди, бенди в зале.
С развитием флорбола в 1970-е годы стало очевидным, что необходимо выработать некие единые стандарты и правила игры. Так появился флорбол в близком к современному виде. Поэтому считается,[кем?] что современный флорбол появился именно в Швеции в 1970-е годы. В Швеции игра получила название innebandy (хоккей с мячом в закрытых помещениях) из-за сходства клюшек с клюшками для бенди.
Игра получает в Швеции удивительно быстрое распространение. Тогда же флорбол распространяется в Финляндию и Швейцарию. В Швейцарии он получает известность как unihockey (унифицированный хоккей), что подчёркивало разнообразие существовавших тогда форм этого вида спорта. В Финляндию флорбол сначала попадает в формате игры 3×3. Официально большой флорбол в этой стране позднее получил название salibandy, что, как и в Швеции, означает хоккей с мячом в закрытых помещениях.
В 1981 году появляется первая национальная ассоциация — Шведская федерация флорбола. Неожиданно второй национальной ассоциацией в 1983 году становится Японская ассоциация флорбола. Символом японского флорбола стал Таканобу Йосино. В 1985 года национальные федерации были основаны в Швейцарии и Финляндии, а в 1986 году вместе со шведами они основали Международную федерацию флорбола IFF. Это событие произошло в шведском городе Хускварна.
Дешевизна экипировки, необходимой для флорбола, дала новому виду спорту дополнительный импульс роста популярности в 1990-е годы, когда экономическая рецессия заставила многие детские спортивные клубы искать недорогие варианты массового увлечения детей.
В 1991 году к IFF присоединились Дания и Норвегия. В 1992 году в Цюрихе IFF проводит свой первый конгресс, на котором президентом федерации избирают Пекку Мукала, который заменил на этом посту Андраша Цитрома.
В 1993 году под эгидой IFF организуется первый клубный международный турнир — Европейский кубок, матчи которого прошли в Хельсинки у женщин и в Стокгольме у мужчин.
В 1994 году был разыгран первый международный турнир среди сборных под эгидой IFF. Им стал Чемпионат Европы среди мужчин. В соревнованиях, проходивших в Финляндии, кроме хозяев, приняли участие ещё 7 команд: Чехия, Дания, Венгрия, Норвегия, Россия, Швеция и Швейцария. В финале шведы оказались сильнее соседей из Финляндии 4:1, став таким образом первыми в истории чемпионами Европы.
Флорбол в это время продолжает распространяться по всему миру. К IFF присоединяются Япония и США.
В 1995 году был организован первый Чемпионат Европы среди женщин, а также второй среди мужчин. Оба турнира прошли в Швейцарии. Чтобы позволить принять в них участие сборной Японии, чемпионатам был придан открытый статус.
В 1996 году в Швеции прошёл первый в истории Чемпионат мира среди мужчин. Финал этих соревнований привлёк на стадион 15 106 болельщиков. Победителями ожидаемо стали хозяева. В 1996 году к Международной федерации флорбола присоединилась первая страна из Океании — Австралия. Офис IFF был перенесён в Швецию и в нём появился первый сотрудник — Штефан Кратц.
В 1997 году был сыгран первый Чемпионат мира среди женщин. Турнир прошёл на финском острове Оланд. Победу одержали девушки из Швеции, обыгравшие в финале хозяек 4:2.
Поскольку число членов IFF возросло, прошедший в 1998 году второй Чемпионат мира среди мужчин был разделён на два дивизиона — A и B.
В 1999 году членом IFF впервые стал представитель Южной Америки — Бразилия. На женском Чемпионате мира победу впервые в своей истории одержали финки. Как и у мужчин, турнир был разделён на два дивизиона.
К концу 1990-х быстро набиравший в мире популярность флорбол стал достаточно известным, чтобы претендовать на профессиональное признание. В 2000 году IFF получила временное членство в GAISF (General Association of International Sports Federation).
В 2001 году впервые были организованы международные турниры для юных флорболистов. Юношеский чемпионат мира (для юношей до 19 лет) был проведён в Германии. В 2002 году в Швеции состоялся первый Университетский чемпионат мира по флорболу.
В 2003 году IFF подала в Международный олимпийский комитет (МОК) заявку на признание. Эта заявка, однако, так и не была рассмотрена, поскольку МОК поменяла правила их рассмотрения. В этом же году IFF подписала антидопинговый кодекс ВАДА. 20 мая 2004 года IFF стала полным членом GAISF, сменившей название на СпортАккорд.
В 2004 году также был сыгран первый Чемпионат мира среди девушек (до 19 лет), прошедший в Финляндии. Кроме того, в Чемпионате мира среди мужчин добавился дивизион C.
В 2005 году впервые Чемпионат мира среди женщин прошёл за пределами Европы — в Сингапуре. Его победителем также впервые стали девушки из Швейцарии. В этом же году офис IFF был перенесён в Хельсинки, а число его сотрудников увеличилось с одного до трёх. Также в 2005 году с целью ускорения развития флорбола в Азии и Океании IFF инициировала создание Конфедерации флорбола Азии и Океании (AOFC). Позднее офис AOFC расположился в Сингапуре.
В 2007 IFF приняло решения изменить календарь международных соревнований, чтобы способствовать дальнейшему развитию флорбола. К юношескому чемпионату миру требовался квалификационный турнир, а для Еврофлорбол-кубка (сменившего Европейский кубок) число квалификаций увеличилось с одного до трёх. Международная федерация школьного спорта в Чехии провела первый ISF Школьный чемпионат мира. В декабре IFF во второй раз подала заявка в МОК на признание.
11 декабря 2008 года МОК выдал IFF временное членство. Число сотрудников офиса увеличилось до пяти человек. Членом IFF стала первая страна из Африки — Сьерра-Леоне. В 2009 году IFF подписала обновлённый антидопинговый кодекс ВАДА. Также были приняты обновлённые правила игры, вступившие в силу с началом сезона 2010/2011.
8 июля 2011 года IFF получила официальное полное членство в МОК. В этом же году IFF организовала новый клубный международный турнир — Кубок Чемпионов, розыгрыш которого состоялся в октябре в Чехии. Соответственно была изменена схема розыгрыша Еврофлорбол-кубка. Число членов IFF возросло к этому моменту до 54.
27 мая 2013 года Международная федерация флорбола стала членом Международной ассоциации всемирных игр. Таким образом, флорбол получил возможность быть представленным на Всемирных играх — международных соревнованиях по видам спорта, не входящим в программу Олимпийских игр.

## Правила

### Общие положения
В игре принимают участие две команды. Целью является забить как можно больше голов в ворота соперников, не нарушив при этом правила игры. Встречи обычно проводятся в помещении на жёсткой и ровной поверхности. Контролировать мяч допускается только клюшкой, имеющейся у всех полевых игроков. Ногой допускается останавливать мяч и давать пасы, но не наносить удары по воротам .
Игра проходит на прямоугольной площадке размером 40×20 метров, закрытой бортиками. Размер ворот составляет 1,60 на 1,15 метров.
Обычно игра длится три периода по 20 минут, однако в детских и других соревнованиях количество периодов может сокращаться до двух, а время каждого периода — до 15 минут. Время игры считается «чистым», то есть отсчёт времени останавливается во время остановок игры и запускается вновь после того, как игра возобновляется. Если матч, в котором обязательно должен быть определён победитель, завершается вничью, назначается дополнительное время длительностью 10 минут. Если победителя не удаётся выявить и в дополнительное время, назначается серия штрафных бросков из пяти попыток с каждой стороны. Если и после этого сохраняется ничейный результат те же пять игроков от каждой из команд продолжают совершать по очереди броски (не обязательно в той же очерёдности), пока не будет достигнут положительный результат для одной из команд.
Каждой команде разрешается задействовать по 20 игроков. На площадке, однако, одновременно может присутствовать не более шести игроков одной команды, в том числе не более одного голкипера, надлежащим образом экипированного. По ходу игры допускается совершать неограниченное количество замен, проводимых без остановки игры.
Матч обслуживается двумя арбитрами с равными правами.

### Стандартные ситуации

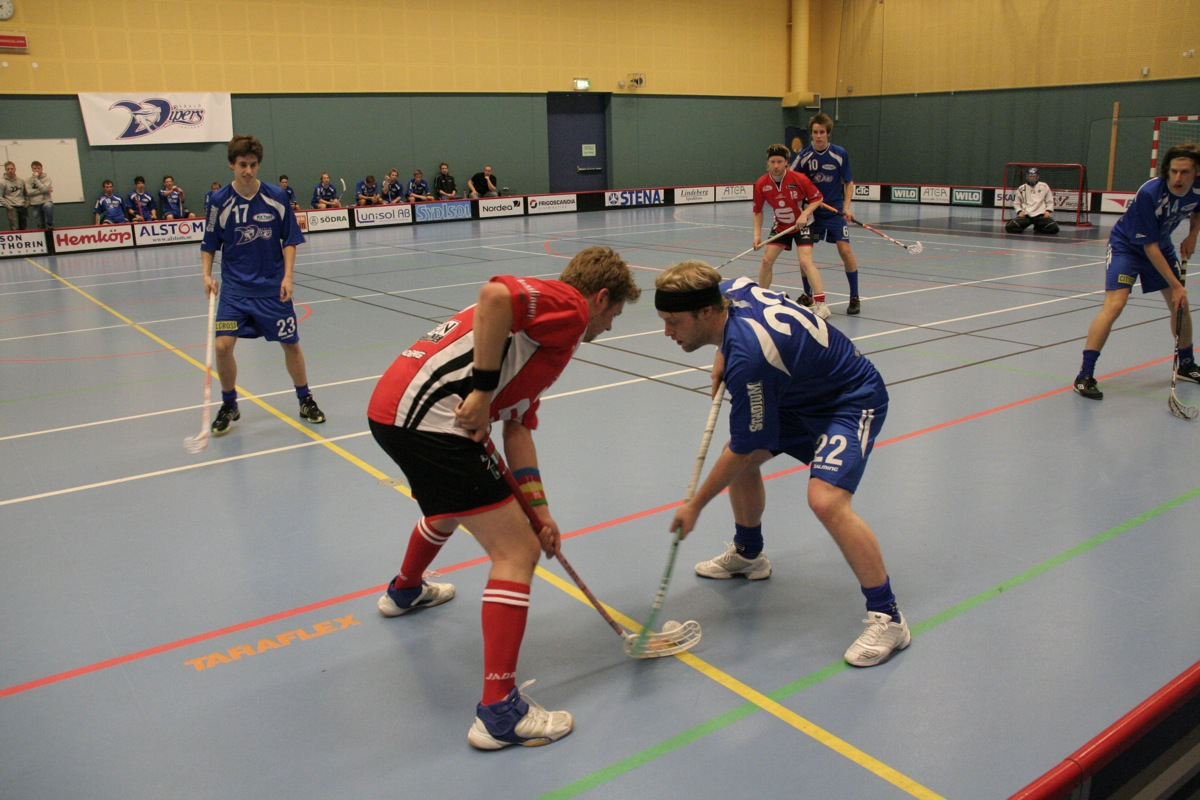
Розыгрыш спорного мяча в ходе флорбольного матча

Во флорболе выделяют следующие стандартные ситуации: розыгрыш спорного мяча, вводный удар, свободный удар и штрафной бросок.
Розыгрышем спорного мяча начинается матч и каждый из периодов. Также спорный мяч разыгрывается после забитых голов. Кроме этого, розыгрыш спорного мяча назначается в ситуациях, когда игра была остановлена, но ни одна из команд не получила права для вводного удара. В случае начала периода или после забитого гола розыгрыш мяча производится в центральной точке. В остальных случаях — в ближайшем к месту остановки «кресте» (точке розыгрыша спорного мяча).
Вводный удар назначается в случае, если мяч покидает площадку. Вводный удар выполняется с точки, расположенной на расстоянии 1,5 метров от борта в месте выхода мяча за пределы площадки, но не за воображаемой линией ворот. Ввод мяча в игру производится исключительно клюшкой.
Свободный удар назначается в случае определённых нарушений правил. Свободный удар обычно назначается с точки, где произошло нарушение правил. Исключением является случай, когда нарушение произошло за воображаемой линией ворот или ближе. В этом случае свободный удар выполняется с ближайшей точки розыгрыша спорного мяча. Также мяч выносится на расстояние 3,5 метров от вратарской зоны, если нарушение произошло на расстоянии меньше, чем 3,5 метра от вратарской зоны. Выполняющий свободный удар игрок не должен касаться мяча после удара до тех пор, пока его не коснётся какой-либо другой игрок.
Штрафной бросок назначается в случае, когда голевая ситуация прервана нарушением, ведущим в обычной ситуации к назначению свободного удара или удалению. Нарушение в штрафной площади не ведёт автоматически к назначению штрафного броска. Во время исполнения штрафного броска все игроки, за исключением исполняющего бросок и вратаря противника, должны находиться в своей зоне замен. Вратарь должен находиться на линии своих ворот. Штрафной бросок исполняется из центральной точки. Исполняющий его игрок может неограниченное число раз касаться мяча, но ему разрешается двигать мяч только в сторону атакуемых ворот. Как только мяча коснётся вратарь, исполняющему бросок игроку запрещается касаться мяча.

### Удаления
Помимо свободных и штрафных ударов нарушение правил может быть наказано удалением игрока. Удаления делятся на командные и персональные. Командные удаления могут быть на две или на пять минут, а персональные — на 10 минут или до конца матча в зависимости от тяжести нарушения.
В общем случае, штрафное время отбывается на специальной скамье штрафников тем игроком, который совершил нарушение правил, приведшее к удалению.
Если во время 2-минутного удаления забивается гол в ворота наказанной команды, отсчёт штрафного времени прерывается, и удалённый игрок возвращается на поле. В отличие от 2-минутного удаления, если во время 5-минутного удаления забивается гол в ворота наказанной команды, отсчёт штрафного времени не прерывается, таким образом, удалённый игрок в любом случае отбывает штраф в полном объёме.
Персональный штраф может быть наложен только одновременно с командным и не должен начинать отмеряться раньше, чем закончится время командного удаления. Персональное удаление относится только к игроку и поэтому его место на площадке может быть занято другим игроком его команды. Забитые во время отбывания игроком персонального удаления голы никак не влияют на время его возвращения на площадку.
10-минутный персональный штраф, сопровождающийся также 2-минутным командным удалением, может быть назначен за поведение, признанное судьями неспортивным. Игрок, допустивший особо грубое нарушение правил, может быть наказан матч-штрафом. В этом случае он должен незамедлительно уйти в раздевалку, и не имеет права принимать какое-либо дальнейшее участие в матче. Матч-штраф всегда сопровождается командным 5-минутным удалением, которое должен отбывать игрок, выбираемый капитаном наказанной команды.

## Экипировка и инвентарь

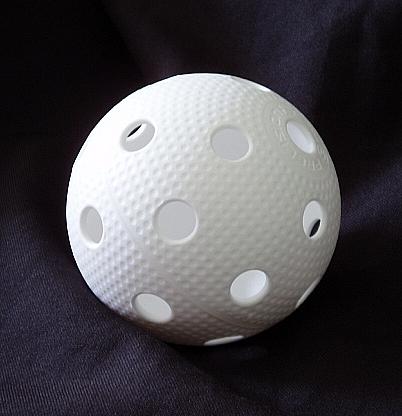
Флорбольный мяч (белый)

Все полевые игроки каждой из команд должны быть одеты в одинаковую форму, состоящую из футболки, шортов и гетр. Для женщин допускается замена шортов на юбки или платья (футболка и юбка как целое). Цвет формы может быть произвольным, но футболка не должна быть серой.
К игре допускаются только специальные сертифицированные мячи. Мяч должен быть сделан из пластмассы, его диаметр составляет 72 мм, максимальная масса — 23 грамма. В мячике имеется 26 отверстий. Он должен быть покрашен в однотонный цвет нефлюоресцентной краской.
Клюшки также должны пройти обязательную сертификацию. Запрещается проводить какие-либо манипуляции с рукояткой клюшки, за исключением её укорочения, покрытия обмоткой выше уровня захвата и смены крюка. Клюшки обычно делаются из пластика, их длина не должна превышать 105 см, а масса — 350 г. Крюк клюшки не должен быть острым (фирма крюка клюшки должна соответствовать фирме палки), а его длина должна быть меньше 30 см. Допускается загиб и замена крюка.
В отличие от полевых игроков, голкиперам не разрешается использовать клюшку. Вратари должны быть экипированы маской, предохраняющей лицо от попадания мяча.

## Национальные ассоциации
Национальные ассоциации флорбола были созданы в следующих годах:
- 1981 — Швеция
- 1983 — Япония
- 1985 — Финляндия и Швейцария
- 1986 — создана Международная федерация флорбола (МФФ)
- 1989 — Дания и Венгрия
- 1991 — Норвегия
- 1992 — Россия, Чехия, Германия
- 1993 — США, Эстония, Латвия
- 1995 — Польша, Бельгия, Сингапур, Великобритания
- 1996 — Австрия и Австралия
- 1999 — Нидерланды, Бразилия, Словакия
- 2001 — Испания, Италия, Словения, Канада, Новая Зеландия
- 2002 — Малайзия, Индия, Грузия
- 2003 — Франция
- 2004 — Пакистан
- 2005 — Республика Корея, Украина, Лихтенштейн, Исландия
- 2006 — Армения
- 2007 — Молдавия, Ирландия
- 2009 — Республика Беларусь
- 2010 — Литва